# كرامبوس

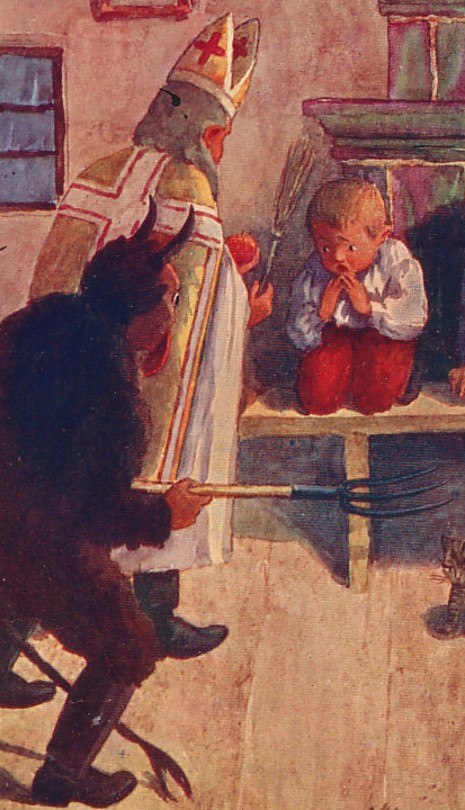
رسمة تعود لأوائل القرن العشرين لبابا نويل وكارامبوس أثناء زيارتهم لأحد الأطفال.

كرامبوس هو شخصية خيالية من فلكلور وسط وشرق أوروبا، يقوم بإخافة الأطفال الذين أساءوا في موسم أوروبا. يقوم بزيارة الأطفال في ليلة 5 ديسمبر بمرافقة بابا نويل، يكافئ بابا نويل الأطفال الذين أحسنوا التصرف خلال العام ويعطيهم الهدايا بينما الأطفال الذين أساءوا التصرف يقوم كرامبوس بمعاقبتهم.